# 钱震泷
錢震瀧（1602年—？），號仙巢，浙江杭州府仁和縣民籍，南直隸鳳陽府鳳陽縣人，明朝政治人物。

## 生平
萬曆四十年（1612年）壬子科浙江鄉試第六十六名舉人，崇禎四年（1631年）中式辛未科會試第二百六十四名，二甲第十八名進士。吏部觀政，六年（1633年）授刑部廣東司主事，十年（1637年）江南恤刑，升刑部員外郎、郎中，出為建寧府知府，任內曾翻刻賈誼的《新書》和王充的《論衡》，十三年（1640年）考察去職。清軍入關後曾跪門求用，被貝勒斥罵。

## 家族
曾祖錢江，贈徵仕郎；祖父錢騰蛟，寧海州知州；父錢秉志，生員。子錢照武，又名照五，字廷枚，號朴園，其妻為蕉園七子之一馮嫻（馮又令）。